# Mobirise
Mobirise is een gratis webdesignapplicatie, ontwikkeld door de Nederlandse firma Mobirise, die gebruikers bootstrapwebsites laat creëren en publiceren, zonder zelf HTML-syntaxis te hoeven schrijven.

## Geschiedenis
De eerste betaversie 1.0 werd op 19 mei 2015 uitgebracht met focus op webdesign zonder te coderen en ook op de mobiele update van Google werkt. Op 30 september 2015 kwam versie 2.0 uit, die uitklapmenus, contactformulieren, animaties en ondersteuning voor thema's en extensies van derden aanbood. Sinds versie 3.0 zijn er heel wat nieuwe thema's en extensies en wordt het programma ook ondersteund door Bootstrap 4.
Op 16 juni 2017 werd versie 4.0 uitgebracht, die het nieuwe programmasysteem, de nieuwe interface en de nieuwe standaardwebsitethema's met zich meebracht. Sinds versie 4.6 biedt Mobirise ook AMP-thema's aan. De laatste versie is 4.12.3. Tot op heden is er nog geen Nederlandstalige versie beschikbaar.